# Miss Spider
Miss Spider (Miss Spider's Sunny Patch Friends) è una serie televisiva statunitense-britannica-canadese prodotta da Callaway Arts & Entertainment, Absolute Digital Pictures, Nelvana, in coproduzione con Teletoon, Treehouse e Nick Jr. e composta da 44 puntate. La serie andò in onda la prima volta il 7 settembre 2004 su Nick Jr., negli Stati Uniti, Channel 5 nel Regno Unito, e su Teletoon e Treehouse TV in Canada. In Italia è in onda su Rai 2 dal 4 gennaio 2006 e RaiSat Yoyo dal giugno 2008.

## Personaggi

### Miss Spider
È un ragno femmina, lei è una moglie di Arturo, come tre dei suoi figli, Miss Spider è un'adottato, adottato da Betty quando non riusciva a trovare la madre biologica. Miss Spider cerca di essere una mamma gentile e premurosa e di dedicare lo stesso tempo a tutti i suoi numerosi figli. Crede fermamente che "Dobbiamo essere buoni con gli insetti; tutti gli insetti".

### Arturo
È il marito di Miss Spider. Arturo è un musicista che ama suonare la chitarra. Ha una pietra pensante speciale dove prende le decisioni.

### Guizzo
È un ragno verde curioso e avventuroso, Guizzo è considerato il capo dei bambini e come tale, più storie ruotano intorno a lui rispetto a qualsiasi altra. Gli piace fare surf in ragnatela, sogna di volare come Splendor o Drago, ed è spesso pronto a prendere il comando in un'avventura. A causa della sua personalità impulsiva e curiosa, ha spesso bisogno del consiglio dei suoi genitori per aiutarlo nelle situazioni.

### Splendor
È uno scarabeo gioiello rosa femmina con un interesse per lo sport e i giochi, Splendor è diverso dal resto della famiglia in quanto ha abilità che gli altri non hanno (come i sensori di calore). È una dei figli adottivi di Miss Spider e Arturo.

### Drago
È una libellula viola maschio che è uno dei figli adottivi di Miss Spider e Arturo. È il maggiore dei bambini Ragno e spesso ostile agli altri, specialmente a Guizzo. In diversi episodi, Drago funge da esempio di pressione tra pari.

### Bounce
È una cimice blu maschio che è uno dei figli adottivi di Miss Spider e Arturo. È un insetto a due zampe ad alta energia e l'unico personaggio di insetto della serie ad avere i denti. Lui e Drago sono stati "migliori amici insetti" da quando si sono incontrati a causa delle loro esperienze simili riguardo alle loro famiglie originali.

### Spinner
È un ragno giallo che sfoggia occhiali molto grandi, assomiglia quasi esattamente a suo padre, Arturo. È un insetto intelligente e saggio a cui spesso si chiede consiglio. Anche se non è bravo nelle attività fisiche, ha un talento meraviglioso per le "cornamuse".

### Pansy e Snowdrop
Sono le ragni arancioni femmine che sono gemelle identiche. Le loro uniche caratteristiche distintive sono i fiocchi di colore diverso sulla testa; Pansy indossa un fiocco rosa, mentre Snowdrop indossa un fiocco verde. Pansy canta bene, ma non così naturalmente come Snowdrop.

### Wiggle
È un ragno blu che tende ad essere preoccupato del gruppo ed è piuttosto emotivo.

## Doppiaggio
| Personaggio   | Doppiatore originale                                       | Doppiatore italiano |
| ------------- | ---------------------------------------------------------- | ------------------- |
| Miss Spider   | Kristin Davis                                              | Sabrina Duranti     |
| Arturo        | Robert Smith                                               | Mauro Gravina       |
| Guizzo        | Scott Beaudin                                              | Gaia Bolognesi      |
| Splendor      | Rebecca Brenner                                            | Letizia Scifoni     |
| Drago         | Mitchell Eisner                                            | Daniele Raffaeli    |
| Bounce        | Julie Lemieux                                              | Fabrizio Vidale     |
| Spinner       | Austin Di Iulio (stagione 1-2) Cameron Ansell (stagione 3) | Manuel Meli         |
| Pansy         | Aaryn Doyle                                                | Monica Ward         |
| Snowdrop      | Alexandra Lai                                              | Monica Ward         |
| Wiggle        | Marc McMulkin                                              | Davide Lepore       |
| Betty         | Patricia Gage                                              | Antonella Rinaldi   |
| Gus           | Peter Oldring                                              | Oreste Baldini      |
| Spiderus      | Tony Jay                                                   | Massimo Lopez       |
| Spindella     | Kristina Nicoll                                            | Antonella Rinaldi   |
| Mandrake      | Samson Weiss Willis                                        | Domitilla D'Amico   |
| Belladonna    | Emma Pustil                                                | Domitilla D'Amico   |
| Poison Ivy    | Nissae Isen                                                | Domitilla D'Amico   |
| Stinky        | Scott McCord                                               | Fabrizio Vidale     |
| Whiffy        | Judy Marshak                                               | Domitilla D'Amico   |
| Grace         | Hannah Endicott-Douglas                                    | Domitilla D'Amico   |
| Felix         | Richard Binsley                                            | Davide Lepore       |
| Ned           | Jonathon Wilson                                            | Massimo Triggiani   |
| Ted           | Philip Williams                                            | Massimo Triggiani   |
| Sig. Mantis   | Wayne Robson                                               | Danilo De Girolamo  |
| Grub          | Rob Tinkler                                                | Oreste Baldini      |
| Beetrice      | Catherine Gallant                                          | Elisabetta Spinelli |
| Eunice Earwig | Cara Pifko                                                 | Sabrina Duranti     |
| Eddie Earwig  | Ezra Perlman                                               | Flavio Aquilone     |
| Lil Sis       | Tajja Isen                                                 | Perla Liberatori    |
| Lily          | Stephanie Morgenstern                                      | Domitilla D'Amico   |
| Snack         | Stephanie Morgenstern                                      |                     |
| Cookie        | Susan Roman                                                | Monica Ward         |
| Sawyer        | Marlene Handrahan                                          | Elisabetta Spinelli |